# Требан (Алье)
Треба́н (фр. Treban) — коммуна во Франции, находится в регионе Овернь. Департамент коммуны — Алье. Входит в состав кантона Ле-Монте. Округ коммуны — Мулен.
Код INSEE коммуны — 03287.

## Население
Население коммуны на 2008 год составляло 396 человек.
| 1962 | 1968 | 1975 | 1982 | 1990 | 1999 | 2008 |
| ---- | ---- | ---- | ---- | ---- | ---- | ---- |
| 514  | 572  | 510  | 414  | 386  | 369  | 396  |

## Экономика
В 2007 году среди 247 человек в трудоспособном возрасте (15—64 лет) 186 были экономически активными, 61 — неактивными (показатель активности — 75,3 %, в 1999 году было 71,2 %). Из 186 активных работали 166 человек (92 мужчины и 74 женщины), безработных было 20 (11 мужчин и 9 женщин). Среди 61 неактивных 16 человек были учениками или студентами, 22 — пенсионерами, 23 были неактивными по другим причинам.